# ویکتوریا بولیتکا
ویکتوریا بولیتکا (انگلیسی: Victoria Bulitko؛ زادهٔ ۲۵ ژانویهٔ ۱۹۸۳) بازیگر، خوانندهٔ مؤلف، موسیقی‌دان اهل اوکراین است. وی از سال ۲۰۰۰ میلادی تاکنون مشغول فعالیت بوده‌است.